# AFA League
Die AFA League, auch Anguillan League genannt, ist die höchste Spielklasse Anguillas im Herren-Fußball. Sie existiert seit 1997 und steht unter der Aufsicht der Anguilla Football Association.

## Geschichte
Erster Meister der Karibikinsel wurde 1998 Spartans International aus The Valley. In der Saison 1998/99 nahmen sieben Mannschaften an der Meisterschaft teil. Allerdings gibt es momentan wenige Aufzeichnungen der Wettbewerbe. Die Saison 1999/00 wurde aufgrund eines Hurrikans nicht ausgetragen. Zwischen 2000 und 2005 konnten die Roaring Lions aus Stoney Ground dreimal in Folge den Meistertitel gewinnen, nur 2004 unterbrochen durch Spartans International. 2008 schafften es die Attackers FC zum zweiten Mal nach 1999, die nationale Meisterschaft zu gewinnen. 2022 gewann Roaring Lions FC zum insgesamt zehnten Mal die Meisterschaft und bleiben alleiniger Rekordsieger.

## Statistik
| Saison                                        | Teams | Meister                    | Zweiter                    | Torschützenkönig                                 | Bemerkungen                                                              |
| --------------------------------------------- | ----- | -------------------------- | -------------------------- | ------------------------------------------------ | ------------------------------------------------------------------------ |
| 1997/98                                       |       | Spartans International     |                            |                                                  | Erste Austragung des Wettbewerbes.                                       |
| 1998/99                                       | 7     | Attackers FC               | Spartans International     |                                                  | Sieg = 2 Punkte, Unentschieden = 1 Punkt                                 |
| 1999/00 fand wegen Hurrikan Lenny nicht statt |       |                            |                            |                                                  |                                                                          |
| 2000/01                                       | 5     | Roaring Lions FC           | Attackers FC               |                                                  | Sieg = 5 Punkte, Unentschieden = 3 Punkte                                |
| 2001/02                                       | 5     | Roaring Lions FC           | Spartans International     |                                                  |                                                                          |
| 2002/03                                       | 7     | Roaring Lions FC           | Attackers FC               |                                                  |                                                                          |
| 2004                                          |       | Spartans International     | Cool Runnings FC           |                                                  |                                                                          |
| 2005/06                                       | 7     | Roaring Lions FC           | Attackers FC               |                                                  |                                                                          |
| 2006/07                                       | 6/7   | Kicks United FC            | Attackers FC               |                                                  | Ein unbekanntes siebtes Team zog nach sechs Niederlagen in Folge zurück. |
| 2007/08                                       | 6     | Attackers FC               | Roaring Lions FC           | Addi John (Attackers FC)                         |                                                                          |
| 2008/09                                       | 7     | Attackers FC               | Kicks United FC            |                                                  |                                                                          |
| 2009/10                                       | 7     | Roaring Lions FC           | Kicks United FC            |                                                  |                                                                          |
| 2010/11                                       | 7     | Kicks United FC            | Roaring Lions FC           | Glenville Allen Rogers (Kicks United FC) 14 Tore |                                                                          |
| 2011/12                                       | 7     | Kicks United FC            |                            |                                                  |                                                                          |
| 2012/13                                       | 6     | Attackers FC               | Roaring Lions FC           |                                                  |                                                                          |
| 2013/14                                       | 6     | Roaring Lions FC           |                            |                                                  |                                                                          |
| 2014/15                                       | 7     | Kicks United FC            | Roaring Lions FC           |                                                  |                                                                          |
| 2015/16                                       | 5     | Salsa Ballers FC           | Diamond FC                 |                                                  |                                                                          |
| 2016/17                                       | 9     | Roaring Lions FC           | Kicks United FC            |                                                  |                                                                          |
| 2018                                          | 8     | Kicks United FC            | Roaring Lions FC           |                                                  |                                                                          |
| 2019                                          | 9     | Keine Ausspielung der Liga | Keine Ausspielung der Liga | Keine Ausspielung der Liga                       | Abbruch der Saison im April 2019                                         |
| 2020                                          | 10    | Roaring Lions FC           | Doc’s United FC            | Oliver Walker (Roaring Lions FC) 18 Tore         |                                                                          |
| 2021                                          | 11    | Roaring Lions FC           | Kicks United FC            | Jonathan Guishard (Doc’s United FC) 10 Tore      | Wertung trotz Abbruch der Saison nach dem 9. Spieltag.                   |
| 2022                                          | 11    | Roaring Lions FC           | Attackers FC               | Ricardo John (Salsa Ballers FC) 25 Tore          |                                                                          |
| 2023                                          | 9     | Doc’s United FC            | Roaring Lions FC           | ?                                                |                                                                          |
| 2024                                          | 9     | Doc’s United FC            | Roaring Lions FC           |                                                  |                                                                          |

## Aktuelle Mannschaften der Saison 2025
- ALHCS Spartan FC
- Attackers FC
- Diamond FC
- Doc’s United FC (Meister)
- Eagle Claw FC
- Lymers FC
- Roaring Lions FC
- Uprising FC
- West End Predators FC
- East Enders FC

### Ehemalige Erstligisten
- Salsa Ballers FC
- Kicks United FC
- AFA Development Team